# Rouperroux
Rouperroux település Franciaországban, Orne megyében. Lakosainak száma 175 fő (2022. január 1.). Rouperroux Chahains, La Lande-de-Goult, Saint-Ellier-les-Bois és L'Orée-d'Écouves községekkel határos.

## Népesség
A település népessége az elmúlt években az alábbi módon változott:
| Lakosok száma | 154  | 173  | 185  | 188  | 194  | 200  | 191  | 183  | 175  |
|               | 2013 | 2015 | 2016 | 2017 | 2018 | 2019 | 2020 | 2021 | 2022 |